# Bernheimer Fine Old Masters
Bernheimer Fine Old Masters war eine Kunsthandlung vor allem für Alte Meister des 16. bis 19. Jahrhunderts. Die Galerie galt international als eine der führenden Kunsthandlungen für Alte Meister. Geschäftsführer und Inhaber war Konrad O. Bernheimer, der manchmal als „einer der erfolgreichsten Kunsthändler der Welt“ bezeichnet wird.
Der erste Vorläufer der Firma Bernheimer Fine Old Master wurde 1864 von Bernheimers Urgroßvater Lehmann Bernheimer in München gegründet. Er begann als Tuchhändler und erweiterte das Sortiment über Wohntextilien, Teppiche und Möbel, bis seine Familie das führende Einrichtungshaus Münchens mit Wirkung auf ganz Süddeutschland und darüber hinaus führte. Konrad O. Bernheimer übernahm den Familienbetrieb 1977 und konzentrierte ihn zunächst auf Antiquitäten und erweiterte das Sortiment um Kunst. In der Folge rückte der Kunsthandel in den Vordergrund, bis Bernheimer 1987 das historische Bernheimer-Haus verkaufte, das als Einrichtungshaus für ihn zu groß geworden war. Er etablierte seinen Kunsthandel unter dem Namen Bernheimer Fine Old Masters zunächst am Promenadeplatz, dann an der Brienner Straße 7.  
2002 übernahm Bernheimer die alteingesessene Londoner Kunsthandlung Colnaghi, die 2010 ihr 250. Jubiläum feierte. Als mit zwei seiner Töchter die nächste Generation in das Geschäft einstieg, verschob sich der Schwerpunkt des Handels erneut. Mit Blanca Bernheimer kam um 2005 klassische und zeitgenössische Photographie hinzu. Daraus entwickelte sich 2013 die inzwischen eigenständige Bernheimer Fine Art Galerie in Luzern unter der Leitung von Blanka Bernheimer. Isabel Bernheimer brachte das Galerie-Geschäft mit Werken lebender Künstler ein. Sie gründete 2015 Bernheimer Contemporary in Berlin. Konrad O. Bernheimer gab Anfang 2016 den Standort München auf und konzentriert sich auf den Handel mit Alten Meistern bei Colnaghi in London. Als Gründe für den Rückzug aus Deutschland führte er auch das Kulturgutschutzgesetz an.